# Celadon Run
Celadon Run est une série de bande dessinée en quatre tomes parue chez Glénat sur un scénario de Erik Arnoux, et dont le dessin a été successivement assuré par Élie Klimos, Frank Brichau, et enfin Alain Queireix.

## Albums
En 1998, Erik Arnoux écrit un thriller contemporain  pour la collection policière « Bulle Noire », la série comporte finalement quatre tomes parus et elle est terminée.
1. Les yeux de Tracy Night, dessins d'Élie Klimos, (Glénat, 1998)  (ISBN 2-7234-2445-6)
2. La colère du papillon, dessins de Frank Brichau, (Glénat, 1999)[1]
3. Hasta luego, companero !, dessins d'Alain Queireix,  (Glénat, 2001)
4. Extrême préjudice, dessins d'Alain Queireix, (Glénat, 2004)